# Homalium bismarckense
Homalium bismarckense är en videväxtart som beskrevs av L.A. Craven. Homalium bismarckense ingår i släktet Homalium och familjen videväxter. Inga underarter finns listade i Catalogue of Life.